# Tane Ikai
Tane Ikai (japanska: 猪飼 たね; Ikai Tane), född 18 januari 1879 i byn Kansei, nuvarande Nagoya, död 12 juli 1995 i Nagoya, var en japansk kvinna som vid sin död var den äldsta levande människan sedan den 83 dagar äldre amerikanskan Margaret Skeetes död 7 maj 1994 och, efter sin död, efterträdd som världens äldsta levande person av kanadensiskan Marie-Louise Meilleur (om man bortser från den då påstått 120 år gamla fransyskan Jeanne Calment som enligt en teori i själva verket var sin egen dotter som dock kräver ett DNA-/blodprov för att kunna bevisas formellt).
Ikai, född 1879 som tredje dottern av sex barn i en bondefamilj, gifte sig tjugo år gammal och fick fyra barn, samtliga döda före hennes död. Hon skilde sig från sin make 38 år gammal. Hon bodde tillsammans med sin dotter, som avled 47 år gammal, och flyttade efter dotterns död till ett ålderdomshem 1968. Efter en stroke hon fick 109 år gammal flyttades hon till ett sjukhus där hon stannade sängliggande resten av sitt liv.
Ikai avled av njursvikt den 12 juli 1995 116 år och 25 veckor gammal, och var den äldsta levande japanen i mer än tre år sedan den 43 veckor äldre Waka Shirahamas död 12 juni 1992, den första japanen som blev minst 115 år gammal (men antogs enbart vara den äldsta japanska kvinnan någonsin eftersom Shigechiyo Izumi, som avled 21 februari 1986, ännu antogs ha blivit 120 år och 237 dagar gammal) och den första (icke-ifrågasatt verifierade) människan som blev minst 116 år gammal, såväl som enda japanen före den 19 april 2013 då Jiroemon Kimura blev den hittills enda mannen som fyllt 116 år, och var blott 121 dagar från att uppnå Ikais åldersrekord (som dock sedermera slogs av Misao Okawa följt av Chiyo Miyako och Kane Tanaka).